# Markus Floth

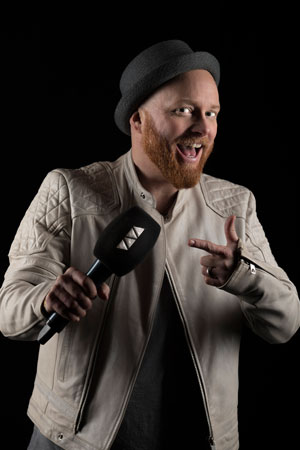
Markus Floth (2018)

Markus Floth (* 25. April 1971 in Tulln) ist ein österreichischer TV- und Eventmoderator, Reporter, TV-Produzent, Event- und Music Director sowie DJ und MC.

## Leben
Geboren in Tulln, Österreich und aufgewachsen in London, England, ist Markus Floth zweisprachig. Er moderiert sowohl auf Deutsch als auch auf Englisch. Nachdem seine Eltern wieder nach Österreich zurückübersiedelten, startete Markus Floth seine Karriere zuerst in Österreich beim Radio (RPN & NRJ) und wechselte dann zu den Deutschen Fernsehsendern MTV bzw. VIVA (VIACOM).

## Karriere

### Im Radio
Nach einem Praktikum bei der BBC in Manchester und London startete Markus Floth sein Moderationshandwerk bei den Radiosendern RPN und NRJ. Vom Nachtprogramm über die Drivetime Show bis hin zur Morning Show hat er dabei alle Schienen durchlaufen. Eine der erfolgreichsten Sendungen von Radio RPN und Markus Floth war die Kuppelshow „Schnecke sucht Schneckenhaus“ gemeinsam mit RTL Moderatorin Erika Berger die einmal die Woche extra für die Sendung nach Österreich eingeflogen wurde. Aktuell moderiert er seine eigene Show bei Rock Antenne Österreich.

### Im Fernsehen
Bekannt geworden ist er vor allem durch seine TV Shows MTV Sixpack, VIVA TOP 20 und VIVA Pur auf MTV und VIVA Austria mit Stargästen wie 50-Cent, David Guetta oder auch Tom Cruise. Von 2013 bis 31. Dezember 2018 war er zudem auch Produzent der beiden VIVA-Sendungen. Als Reporter war und ist er unter anderem auch für die BBC, Sport1 und Eurosport im Einsatz.

### Als Sportmoderator
Seine Engagements bei Live Events umfassen die Olympischen Spiele in London und Rio de Janeiro, Tokyo und Peking sowie diverse Welt- und Europameisterschaften, z. B. im Handball oder Basketball. Bei der Handball-Europameisterschaft 2020 zu sehen, wo er alle Spiele in Österreich (Wien, Graz) und auch sämtliche Spiele der Finalrunde in Stockholm (Schweden) moderierte. Andere internationale Großevents waren unter anderem das Formel 1 Finale in Abu Dhabi, oder auch die European Championships in Baku und München.
Bei den Vienna Capitals (Österreichs Eishockeyteam mit dem höchsten Zuschauerschnitt) sorgt er seit 2016 bei den Heimspielen für Stimmung.
Im Jahr 2023 konnte man ihn sowohl bei der Handball-Weltmeisterschaft der Männer 2023 (DEN/SWE/NOR) als auch bei der Handball-Weltmeisterschaft der Männer 2023 (POL/SWE) sehen, aber auch bei den Pan American Games in Chile, der Beachhandball Euro 2019 in Portugal oder der Beachvolleyball-Europameisterschaft 2022 in Österreich.
Außerdem ist er seit mehreren Jahren Host und Moderator in der STIHL TIMBERSPORTS®️ Serie in Europa. Seit 2024 ist er zusätzlich noch Social Media Host bei diesen Veranstaltungen.

### Als Vortragender
Nach einigen Jahren als Dozent auf der Deutschen Pop Akademie in Wien unterrichtet er seit 2023 als selbständiger Coach und hat unter anderem die letzten beiden Handball WMs und Europameisterschaften als Coach für alle beteiligten Moderatoren und DJs begleitet.